# Garbanzada

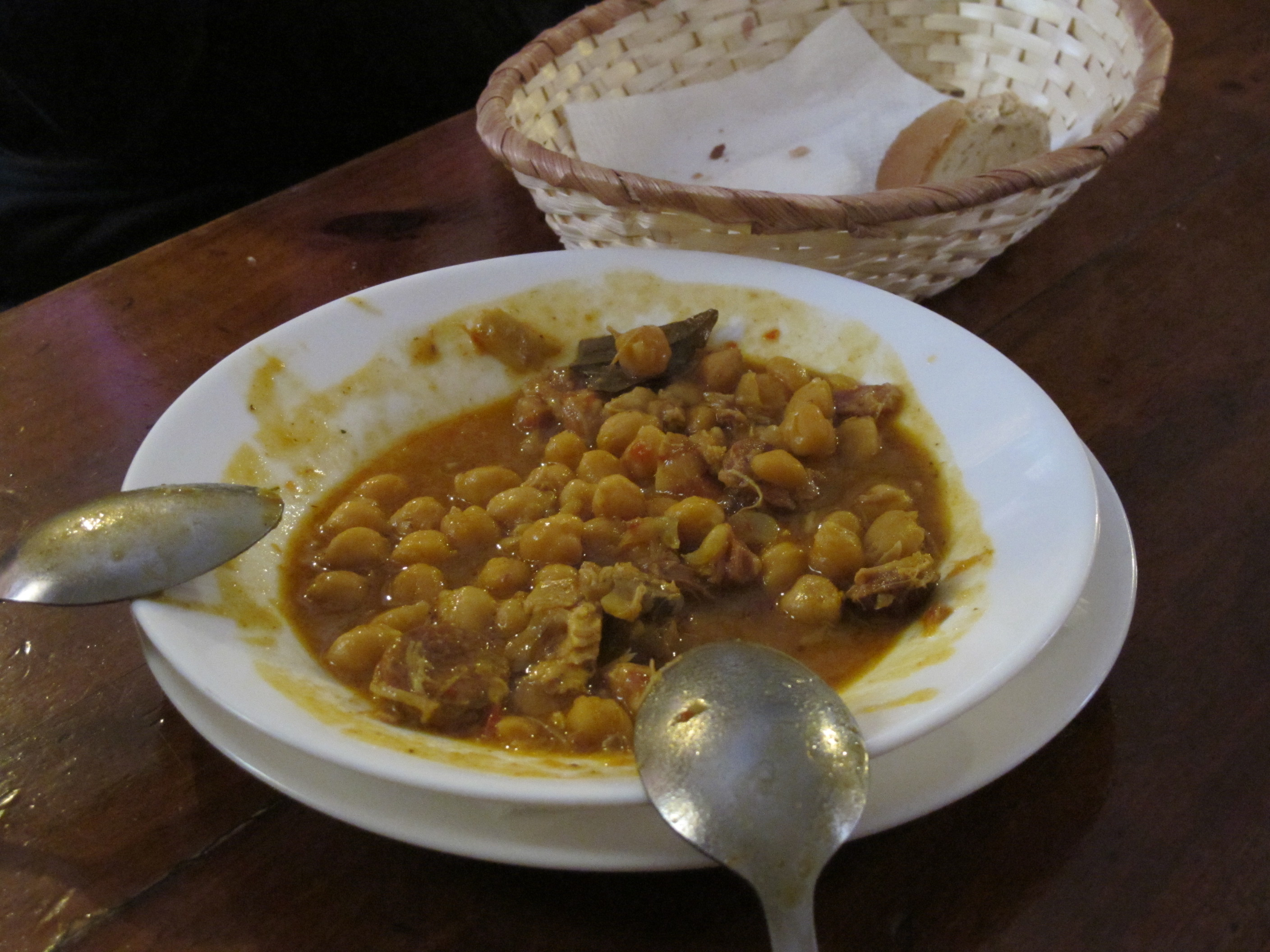
Garbanzada.

Garbanzada es una comida a base de garbanzos. Se trata de cocer los garbanzos en cazuela con chorizo, tocino, carne de ternera, carne de cerdo (preferiblemente oreja), zanahorias, cebollas y ajos. Cuando la carne esta cocida, se fretira junto al chorizo y tocino. Se cuece, aparte, berza y coliflor. Cuando los garbanzos están hechos se retira el caldo y se procede a preparar con él una sopa de fideos, añadiéndole el caldo de la cocción de la berza y coliflor.  Se preparan un sofrito de tomate y unos pimientos rojos en tiras.

## Características
Se sirven en este orden, la sopa, los garbanzos con la berza y coliflor, y al final la carne con chorizo, tocino acompañada de la fritada y los pimientos. Todo servido con vino de rioja.
- Datos: Q5875265